# Kennel Club de Chile
El Kennel Club de Chile (KCC) es una corporación de derecho privado fundada en Valparaíso el 31 de mayo de 1935, que tiene como misión el promover y divulgar todo lo relacionado con la crianza, fomento y cuidado de los perros de raza en este país. 
Para cumplir con su misión, el Kennel Club de Chile, mantiene el único registro genealógico oficial del país, donde se inscriben los perros de razas puras, y periódicamente realiza exposiciones caninas, en donde se evalúa la calidad y belleza de los ejemplares criados en el país y además se seleccionan los futuros reproductores. En sus relaciones internacionales, el Kennel Club de Chile se encuentra afiliado, en calidad de miembro federado, a la Federación Cinológica Internacional (FCI), con sede en Bélgica, que administra la información de los registros genealógicos de clubes caninos de más de sesenta países en el mundo, y que reconoce solamente un Club oficial por país.
En Chile la única entidad reconocida internacionalmente, que puede  garantizar la pureza de los perros de todas las razas es el Kennel Club de  Chile, cualquier otro registro no tiene ningún valor.